# Distretto di Huambo (Amazonas)
Il distretto di Huambo è un distretto del Perù nella provincia di Rodríguez de Mendoza (regione di Amazonas) con 3.168 abitanti al censimento 2007 dei quali 680 urbani e 2.488 rurali.
È stato istituito il 5 febbraio 1875.